# 木靴の樹
『木靴の樹』（きぐつのき、L'Albero degli zoccoli）は、1978年製作のイタリア映画で、原作・監督はエルマンノ・オルミである。公開時の題名はアメリカでは The Tree of Wooden Clogs 、イギリスでは The Tree with the Wooden Clogs だった。

## 概要
映画の題材は20世紀前半の農夫の生活である。イタリア・ネオレアリズモ（新写実主義）の流れをひいて貧しいものの暮らしに焦点を当て、いろいろな場面で本物の農夫や素人を起用した。カンヌ国際映画祭のパルムドールやセザール賞の最優秀外国映画賞をはじめ14の賞を受賞した。原作は東ロンバルディア方言を使用している。

## キャスト
- ルイジ・オルナーギ：バティスティ
- フランチェスカ・モリッジ：バティスティーナ
- オマール・ブリニョッリ：ミネク